# Grand Prix moto du Japon 1964
Le Grand Prix moto du Japon 1964 est la douzième manche du Championnat du monde de vitesse moto 1964. L'épreuve s'est déroulée du 30 octobre au 1er novembre 1964 sur le Circuit de Suzuka.
C'est la troisième édition du Grand Prix moto du Japon.

## Classement catégorie500cm3
Pas de course dans cette catégorie lors de l'édition de 1964

## Classement catégorie350cm3
| Pos | Pilote            | Constructeur | Temps/Écart       | Points |
| --- | ----------------- | ------------ | ----------------- | ------ |
| 1   | Jim Redman        | Honda        | 1 h 04 min 55 s 3 | 8      |
| 2   | Mike Hailwood     | MZ           | +30 s 0           | 6      |
| 3   | Isamu Kasuya      | Honda        | +1 min 32 s 2     | 4      |
| 4   | Isao Yamashita    | Honda        | +2 min 14 s       | 3      |
| 5   | Kuniomi Nagamatsu | Honda        | +2 min 21 s 5     | 2      |
| 6   | ...               | ...          |                   |        |

## Classement catégorie250cm3
| Pos | Pilote           | Constructeur | Temps/Écart       | Points |
| --- | ---------------- | ------------ | ----------------- | ------ |
| 1   | Jim Redman       | Honda        | 1 h 01 min 33 s 9 | 8      |
| 2   | Isamu Kasuya     | Honda        | +40 s 7           | 6      |
| 3   | Hiroshi Hasegawa | Yamaha       | +1 min 20 s 9     | 4      |
| 4   | Luigi Taveri     | Honda        | +1 min 38 s 3     | 3      |
| 5   | Mike Hailwood    | MZ           | +1 tour           | 2      |
| 6   | ...              | ...          |                   |        |

## Classement catégorie125cm3
| Pos | Pilote              | Constructeur | Temps/Écart   | Points |
| --- | ------------------- | ------------ | ------------- | ------ |
| 1   | Ernst Degner        | Suzuki       | 32 min 33 s 5 | 8      |
| 2   | Luigi Taveri        | Honda        | +1 s 2        | 6      |
| 3   | Yoshimi Katayama    | Suzuki       | +11 s 4       | 4      |
| 4   | Teisuke Tanaka      | Suzuki       | +52 s 2       | 3      |
| 5   | Hironori Matsushima | Yamaha       | +1 min 10 s 6 | 2      |
| 6   | Akiyasu Motohashi   | Yamaha       | +1 min 36 s 1 | 1      |
| 7   | ...                 | ...          |               |        |

## Classement catégorie50cm3
| Pos | Pilote       | Constructeur | Temps/Écart | Points |
| --- | ------------ | ------------ | ----------- | ------ |
| 1   | Ralph Bryans | Honda        | ?           | 8      |
| 2   | ...          | ...          |             |        |